# سیمون سرکاتو
سیمون سرکاتو (انگلیسی: Simone Cercato؛ زادهٔ ۲۵ فوریهٔ ۱۹۷۵) شناگر اهل ایتالیا است.